# 小川顺之助
小川顺之助（1883年11月13日—1961年6月23日）日本东京人。日本统治时期大连市市长。

## 生平
1911年，小川顺之助毕业于东京帝国大学政法科。后来他曾任日本大阪府理事官等职务。1918年，他来到大连，历任关东都督府参事官兼事务官、关东厅参事官兼事务官、大连民政署署长事务助理、长官官房文书课长、内务局殖产课长等职。1931年至1935年，他任第六任大连市市长。此后，他历任关东州天津贸易斡旋所所长、北支贸易斡旋所所长等职。